# بيتي إدواردز
بيتي إدواردز (بالإنجليزية: Betty Edwards)‏ هي رسامة أمريكية، ولدت في 1926 في سان فرانسيسكو في الولايات المتحدة.

## وصلات خارجية
- الموقع الرسمي